# Fisherjeva porazdelitev
F porazdelitev (tudi Fisherjeva porazdelitev) je družina nesimetričnih zveznih verjetnostnih porazdelitev . 
Znana je tudi kot Snedekorjeva F porazdelitev ali Fisher-Snedekorjeva porazdelitev (imenuje se po angleškem statistiku, evolucijskem biologu in genetiku Ronaldu Aylmerju Fisherju (1890 – 1962) in ameriškem matematiku in statistiku Georgu Waddelu Snedekorju (1881 – 1974)).
Najbolj pogosto se uporablja v analizi variance (ugotavljanje, če imata dva vzorca isto varianco, glej tudi F test za hipoteze o enakosti varianc v dveh normalno porazdeljenih statističnih populacijah) in v regresijski analizi. Porazdelitev sama je porazdelitev razmerja dveh neodvisnih spremenljivk, ki imata porazdelitvi hi-kvadrat (podobno porazdelitvi varianc v normalno porazdeljenih vzorcih)
{\displaystyle {\frac {U_{1}/d_{1}}{U_{2}/d_{2}}}}
kjer sta
- {\displaystyle U_{1}\!} in {\displaystyle U_{2}\!} dve neodvisni spremenljivki, ki imata porazdelitev hi-kvadrat
- {\displaystyle d_{1}\!} in {\displaystyle d_{2}\!} pa pripadajoči prostostni stopnji porazdelitve (glej porazdelitev hi-kvadrat).

## Lastnosti

### Funkcija verjetnosti
Funkcija gostote verjetnosti za F porazdelitev je 
{\displaystyle {\frac {\sqrt {\frac {(d_{1}\,x)^{d_{1}}\,\,d_{2}^{d_{2}}}{(d_{1}\,x+d_{2})^{d_{1}+d_{2}}}}}{x\,\mathrm {B} \!\left({\frac {d_{1}}{2}},{\frac {d_{2}}{2}}\right)}}\!}
kjer je 
- {\displaystyle B(x,y)\!} funkcija beta

## Zbirna funkcija verjetnosti
Zbirna funkcija verjetnosti je enaka 
{\displaystyle I_{\frac {d_{1}x}{d_{1}x+d_{2}}}(d_{1}/2,d_{2}/2)\!}
kjer je 
- {\displaystyle I_{x}(\alpha ,\beta )\!} regulirana nepopolna funkcija beta

### Pričakovana vrednost
Pričakovana vrednost je za {\displaystyle d_{2}>2} enaka 
{\displaystyle {\frac {d_{2}}{d_{2}-2}}\!}.

### Varianca
Varianca je za {\displaystyle d_{2}>4} enaka 
{\displaystyle {\frac {2\,d_{2}^{2}\,(d_{1}+d_{2}-2)}{d_{1}(d_{2}-2)^{2}(d_{2}-4)}}\!}.

## Sploščenost
Sploščenost je enaka
{\displaystyle {\frac {20d_{2}-8d_{2}^{2}+d_{2}^{3}+44d_{1}-32d_{1}d_{2}+A}{d_{1}(d_{2}-6)(d_{2}-8)(d_{1}+d_{2}-2)/12}}}
kjer je
- {\displaystyle A=5d_{2}^{2}d_{1}-22d_{1}^{2}+5d_{2}d_{1}^{2}-16.}

## Povezave z drugimi porazdelitvami
- če je {\displaystyle X\sim \mathrm {F} (\nu _{1},\nu _{2})\!} potem ima slučajna spremenljivka {\displaystyle Y=\lim _{\nu _{2}\to \infty }\nu _{1}X} hi-kvadrat porazdelitev {\displaystyle \chi _{\nu _{1}}^{2}}
- Porazdelitev {\displaystyle \operatorname {F} (\nu _{1},\nu _{2})} je enaka Hotellingovi t kvadrat porazdelitvi {\displaystyle (\nu _{1}(\nu _{1}+\nu _{2}-1)/\nu _{2})\operatorname {T} ^{2}(\nu _{1},\nu _{1}+\nu _{2}-1)}.
- Če je {\displaystyle X\sim \operatorname {F} (\nu _{1},\nu _{2}),} potem velja tudi {\displaystyle {\frac {1}{X}}\sim F(\nu _{2},\nu _{1})}.
- Če ima spremenljivka {\displaystyle X\sim \mathrm {t} (\nu )\!} Študentovo t porazdelitev potem velja  {\displaystyle X^{2}\sim \operatorname {F} (\nu _{1}=1,\nu _{2}=\nu )}.
- Če je {\displaystyle X\sim \operatorname {F} (\nu _{1},\nu _{2})} in{\displaystyle Y={\frac {\nu _{1}X/\nu _{2}}{1+\nu _{1}X/\nu _{2}}}} potem velja za slučajno spremenljivko {\displaystyle Y\!}, da ima porazdelitev beta {\displaystyle Y\sim \operatorname {Beta} (\nu _{1}/2,\nu _{2}/2)}.
- Če je {\displaystyle \operatorname {Q} _{X}(p)} kvantil {\displaystyle p} za {\displaystyle X\sim \operatorname {F} (\nu _{1},\nu _{2})} in je  {\displaystyle \operatorname {Q} _{Y}(1-p)} kvantil {\displaystyle 1-p} for {\displaystyle Y\sim \operatorname {F} (\nu _{2},\nu _{1})} potem je  {\displaystyle \operatorname {Q} _{X}(p)=1/\operatorname {Q} _{Y}(1-p)}.